# Dictyophara flavicostata
Dictyophara flavicostata är en insektsart som beskrevs av Jacobi 1943. Dictyophara flavicostata ingår i släktet Dictyophara och familjen Dictyopharidae. Inga underarter finns listade i Catalogue of Life.